# Morillon
Morillon település Franciaországban, Haute-Savoie megyében. Lakosainak száma 694 fő (2022. január 1.). Morillon Arâches-la-Frasse, La Rivière-Enverse, Samoëns és Verchaix községekkel határos.

## Népesség
A település népességének változása:
| Lakosok száma | 658  | 632  | 660  | 662  | 678  | 676  | 671  | 669  | 694  |
|               | 2013 | 2015 | 2016 | 2017 | 2018 | 2019 | 2020 | 2021 | 2022 |